# دینان، فرانسه
دینان، فرانسه (به فرانسوی: Dinan) یک کمون در فرانسه با جمعیت ۱۰٬۹۵۳ نفر است که در Canton of Dinan-Est واقع شده‌است.

## نگارخانه

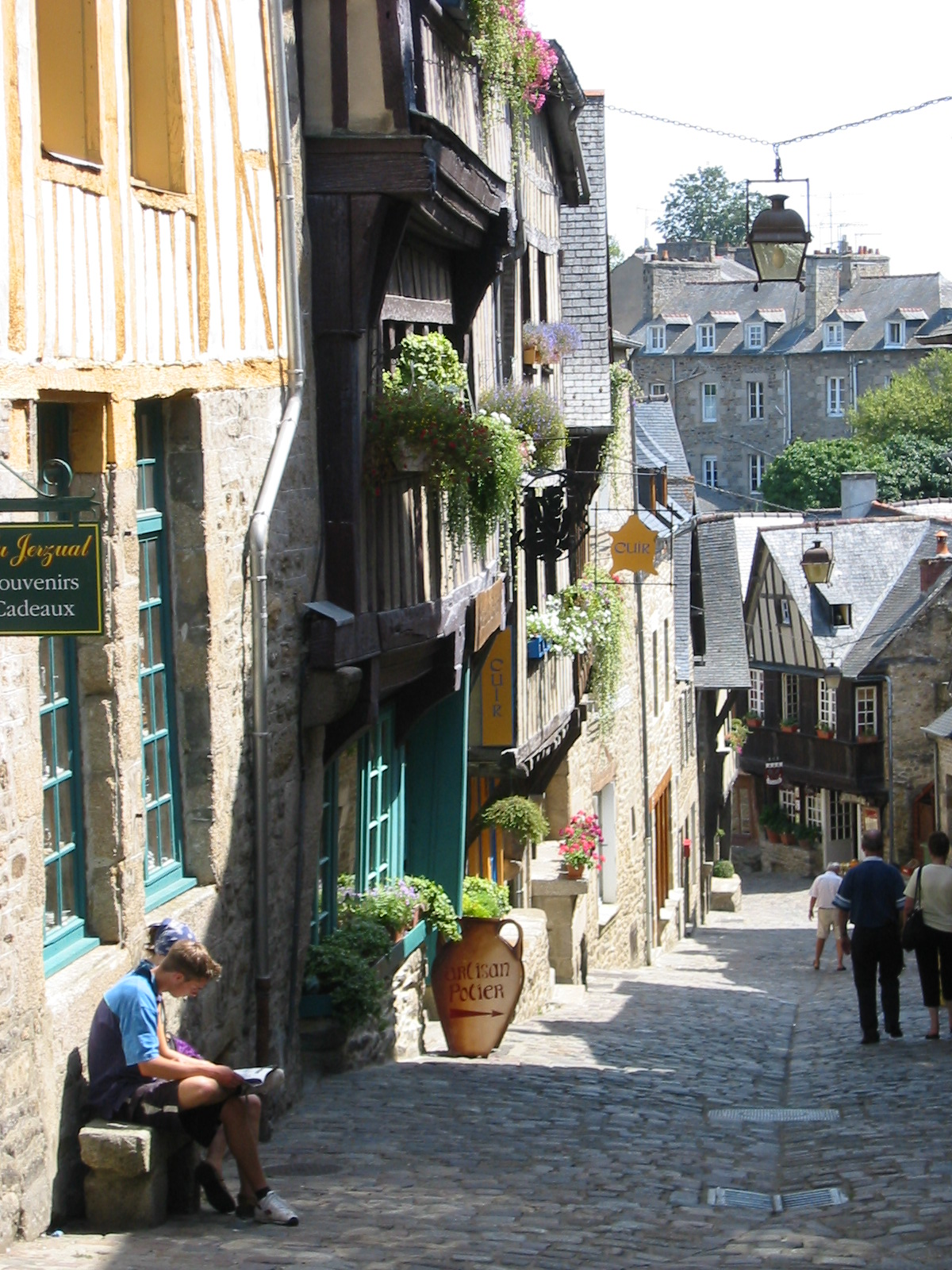
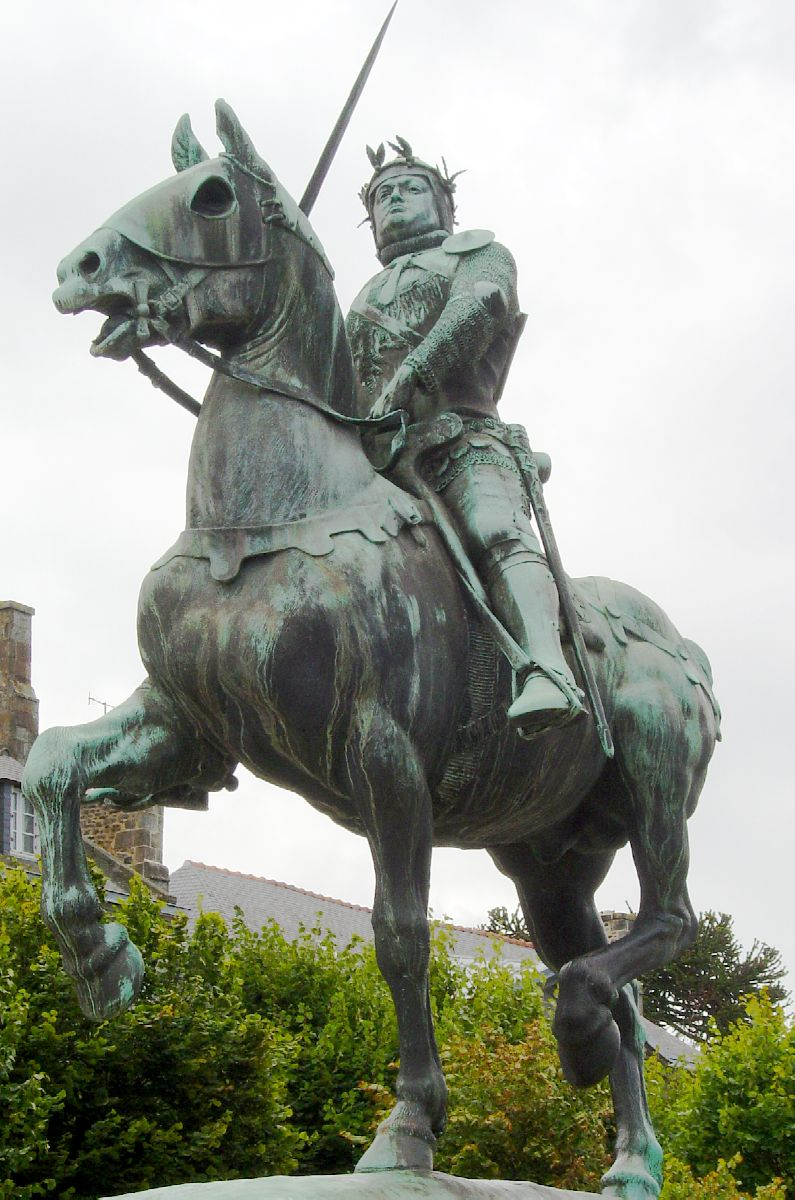
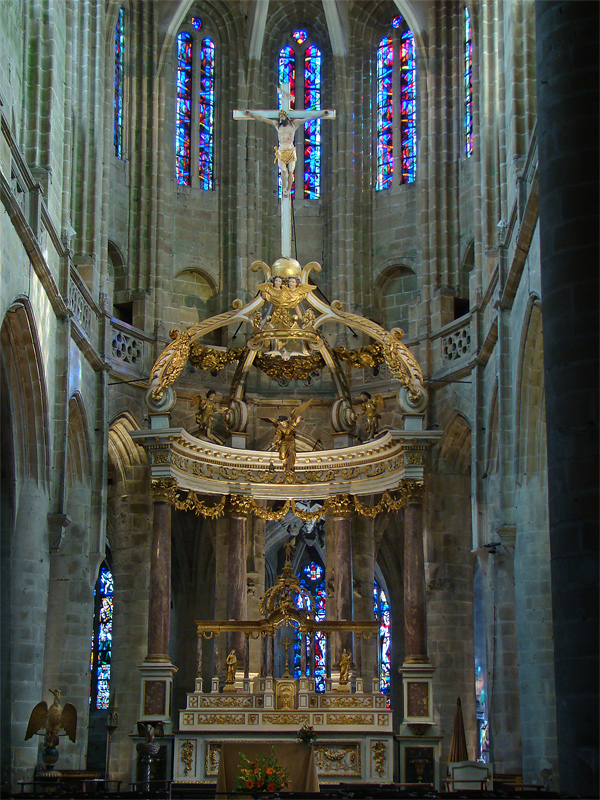
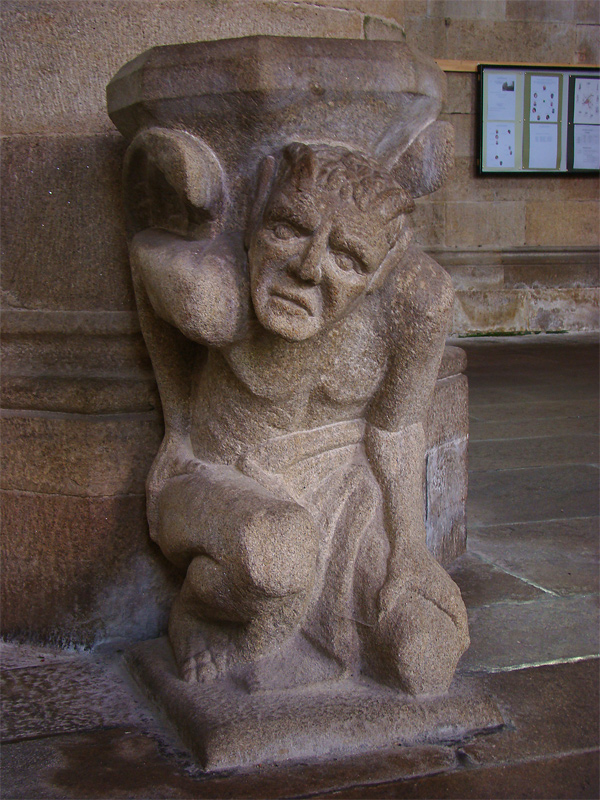
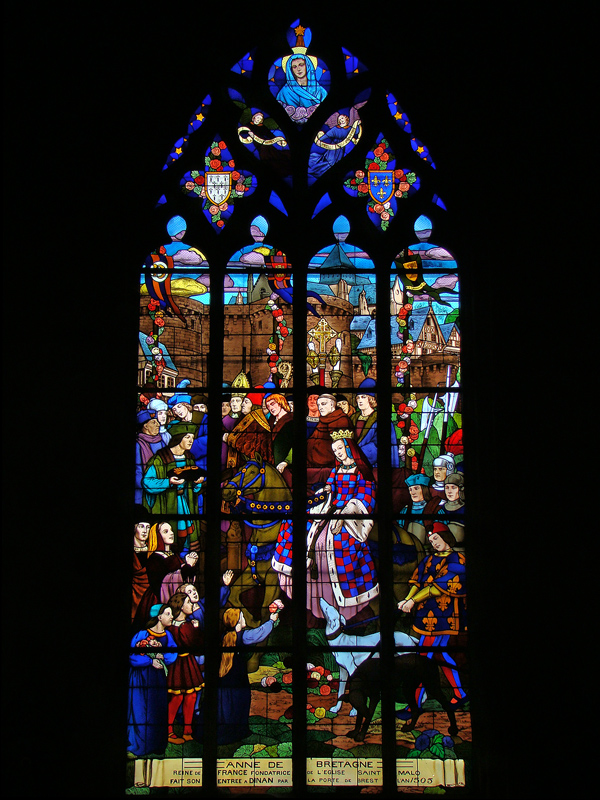
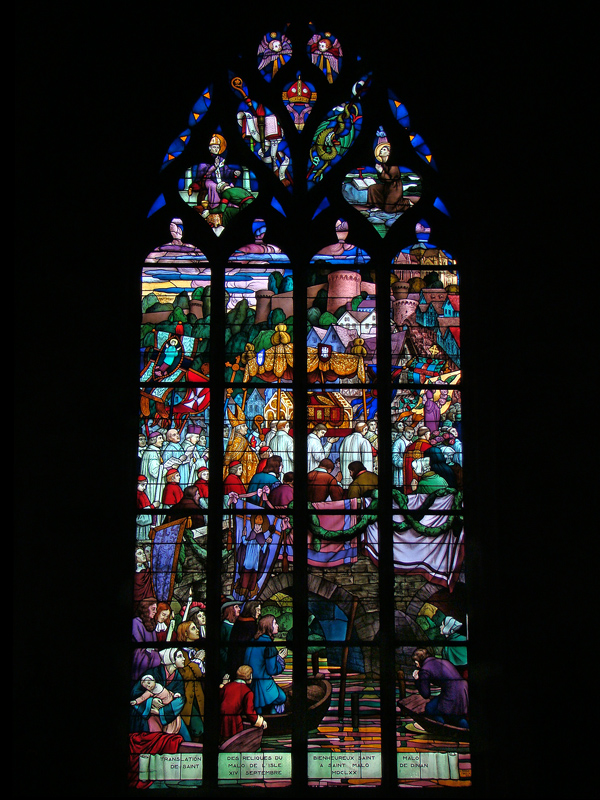